# Hakim Bey
Pour les articles homonymes, voir Peter Wilson, Wilson et Bey.
Peter Lamborn Wilson dit Hakim Bey (الحكيم signifiant « Le Sage » en arabe , « M. le Juge » en turc), né à Baltimore le 20 octobre 1945 et mort le 23 mai 2022 à Saugerties, était un écrivain politique et poète américain se qualifiant d'« anarchiste ontologiste » et soufi.
Il est connu pour ses théories au sujet des zones d'autonomie temporaires (TAZ, dans son livre Temporary Autonomous Zone), ses écrits sur le mysticisme et la culture pirate, ainsi que pour ses incitations au terrorisme poétique. Certains auteurs le considèrent comme le père idéologique des hackers.
Proche de l'anarchisme mystique[réf. souhaitée], il a écrit plusieurs essais sur les traditions des sociétés secrètes chinoises (Tong). Il a également écrit sur des personnages comme Charles Fourier et Friedrich Nietzsche et les liens entre le soufisme et l'ancienne culture celtique.

## Biographie
Il naît le 20 octobre 1945 à Baltimore. Son père, Douglas Emory Wilson, est un officier de carrière ; sa mère, Laura Wilson, est enseignante dans un lycée. Il grandit à New Brunswick (New Jersey).
Après des études à l'université Columbia, Peter Lamborn Wilson aurait passé plusieurs années en Inde, au Népal, au Pakistan et en Afghanistan. Il aurait alors étudié le tantrisme, le soufisme ainsi que les enseignements de la Nimatullahi. À partir de 1974, il travaille en Iran à l'Académie impériale iranienne de philosophie aux côtés de Seyyed Hossein Nasr avant d'être contraint de quitter le pays à la chute du chah Mohammad Reza Pahlavi, en 1979. Une période de sa vie dont il tire son pseudonyme Hakim Bey.
Dans les années 1980, ses idées évoluent d'une forme de guénonisme néo-traditionnel[réf. nécessaire] vers une synthèse de l'anarchisme et des idées situationnistes qu'il décrit comme anarchisme ontologique ou immédiatisme (en). Publiant alternativement sous le pseudonyme Hakim Bey ou sous son vrai nom Peter Lamborn Wilson, il est essentiellement édité par Autonomedia (en), à Brooklyn, New York.
En 2010, Peter Lamborn Wilson a quitté le monde urbain et technologique et dit ne plus disposer que d'un téléphone fixe. Il parle de Zone d'Autonomie Pastorale et réclame une forme de luddisme séculariste, inspiré aussi bien de Henri David Thoreau, des Amish et de l'anabaptisme, que du luddisme et des néo-luddites contemporains.
Hakim Bey a influencé certains auteurs de science-fiction cyberpunk comme Bruce Sterling (par exemple pour son roman Islands in the Net, titre français : Les Mailles du réseau). Son concept de zone d'autonomie temporaire a eu une grande influence sur la culture rave et techno des années 1990, et TAZ est considéré comme le livre emblématique formulant le discours politique de rassemblements comme les teknivals ou Burning Man, mais également certains grands hackers.
Il vit les dernières années de sa vie à New Paltz.
Il meurt d'insuffisance cardiaque le 23 mai 2022 à son domicile situé à Saugerties.

## Critique
Certaines personnes ont affirmé que Hakim Bey était une identité partagée par plusieurs auteurs à tendance anarchiste, dont Peter Lamborn Wilson, et que la biographie d'Hakim Bey était une pure invention. L'objectif étant de mettre en avant leurs idées, et non pas « l'auteur ».
D'autres encore le critiquent pour la promotion qu'il ferait d'un luddisme séculariste comme étant proche du fondamentalisme amish.
Le fantôme collectif Luther Blissett, irrité par le succès de l'essai TAZ et surtout par le fait qu'il soit devenu une sorte de dogme non remis en cause dans le milieu alternatif, parvint à publier aux éditions italiennes Castelvecchi (it) en 1996 un faux livre attribué à Hakim Bey. L'éditeur publia sans plus d'investigations une série de textes soi-disant inédits et attribués à Hakim Bey accompagnés d’écrits bien réels de l’auteur et facilement accessibles sur Internet. Luther Blissett s’était amusé à copier le style de l’écrivain américain en poussant à l’extrême ses envolées théoriques.
Hakim Bey est parfois critiqué par d'autres anarchistes pour certains de ses écrits qui célèbrent la pédophilie,,.

## Liste des textes qui lui sont attribués
Hakim Bey est l'auteur de nombreux ouvrages dont Zone d'autonomie temporaire, TAZ (1997), Utopies pirates, traduit par Julius Van Daal (1998), L'Art du Chaos : stratégie du plaisir subversif (2000) et Un coup d'État nietzschéen (2014).

### Radio
- La revue Volume et les « Sermons radiophoniques » de Hakim Bey, France Culture, 16 septembre 2011, écouter en ligne.